# Staphylothermus marinus
Espèce
Staphylothermus marinus est une espèce d'archées de l'ordre des Desulfurococcales découverte dans une source hydrothermale sous-marine. Il s'agit d'un microorganisme anaérobies hyperthermophiles hétérotrophes qui produit son énergie métabolique en réduisant le soufre. Cette archée se développe à des températures allant de 65 à 98 °C, avec un optimum de 85 à 92 °C, préférant les environnements aqueux chauds tels que les sources hydrothermales sous-marines. Elle croît idéalement à pH 6,5 mais tolère un intervalle de pH compris entre 4,5 et 8,5. Elle préfère une salinité de 1 à 3,5 % de NaCl.
Staphylothermus marinus s'agrège en grappes de raisin qui, lorsque les nutriments se font rares dans le milieu, comprennent une centaine de cellules et atteignent de 0,5 à 1 mm de large, tandis que, lorsque les nutriments sont abondants, ces agrégats peuvent atteindre 15 mm de diamètre. Cette archée possède un chromosome circulaire contenant 1 610 gènes codant des protéines et 49 gènes à ARN. La couche S comprend une glycoprotéine de 92 kDa appelée tétrabrachion qui s'organise en réseau peptidique tout autour de la cellule et résiste aux températures élevées et aux produits chimiques qui dénaturent la plupart des autres protéines.